# Saint-André-le-Bouchoux
Saint-André-le-Bouchoux es una comuna francesa del departamento de Ain, en la región de Auvernia-Ródano-Alpes.

## Demografía
| 163 | 142 | 127 | 156 | 171 | 191 | 268 | 354 |
| Para los censos de 1962 a 1999 la población legal corresponde a la población sin duplicidades (Fuente: INSEE [Consultar]) |     |     |     |     |     |     |     |